# Dhanwantari

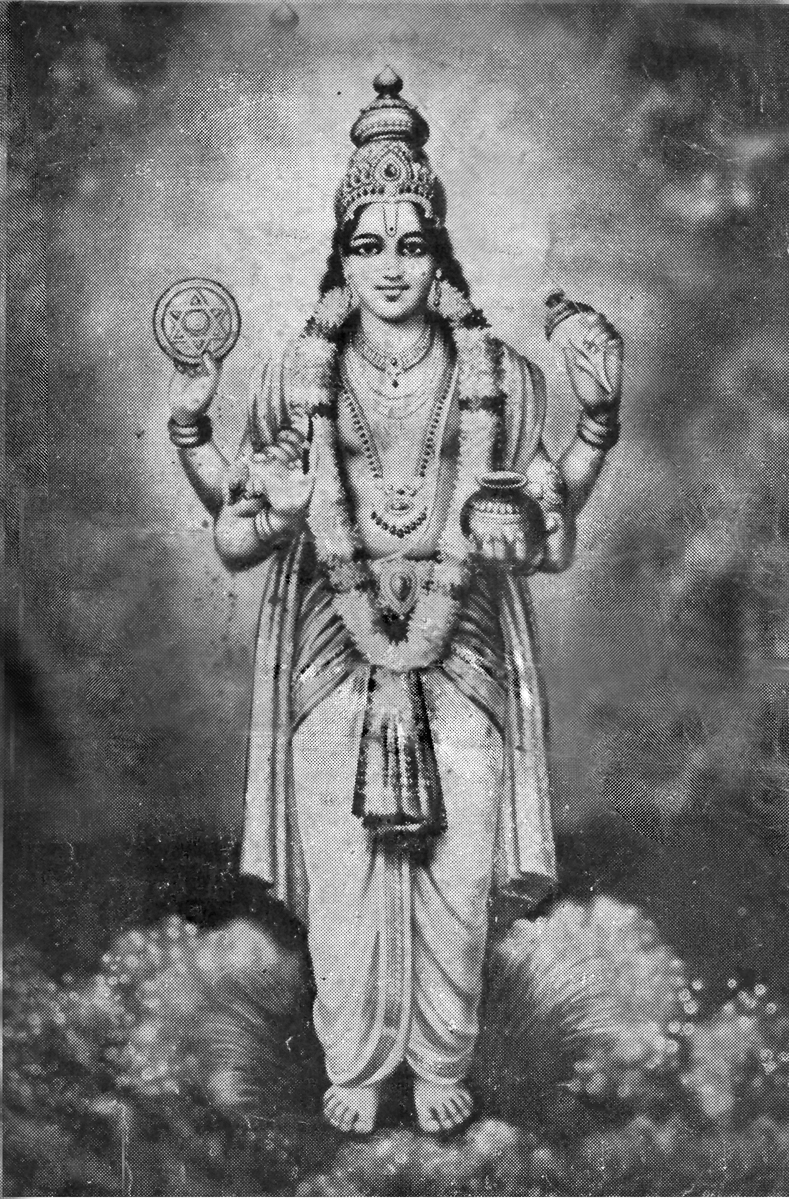
Dhanwan Tari representado como avatar de Vishnú con cuatro manos, que sostienen el disco Súdarshana, una flor de loto, una caracola y el pote de amrita (néctar de la inmortalidad).

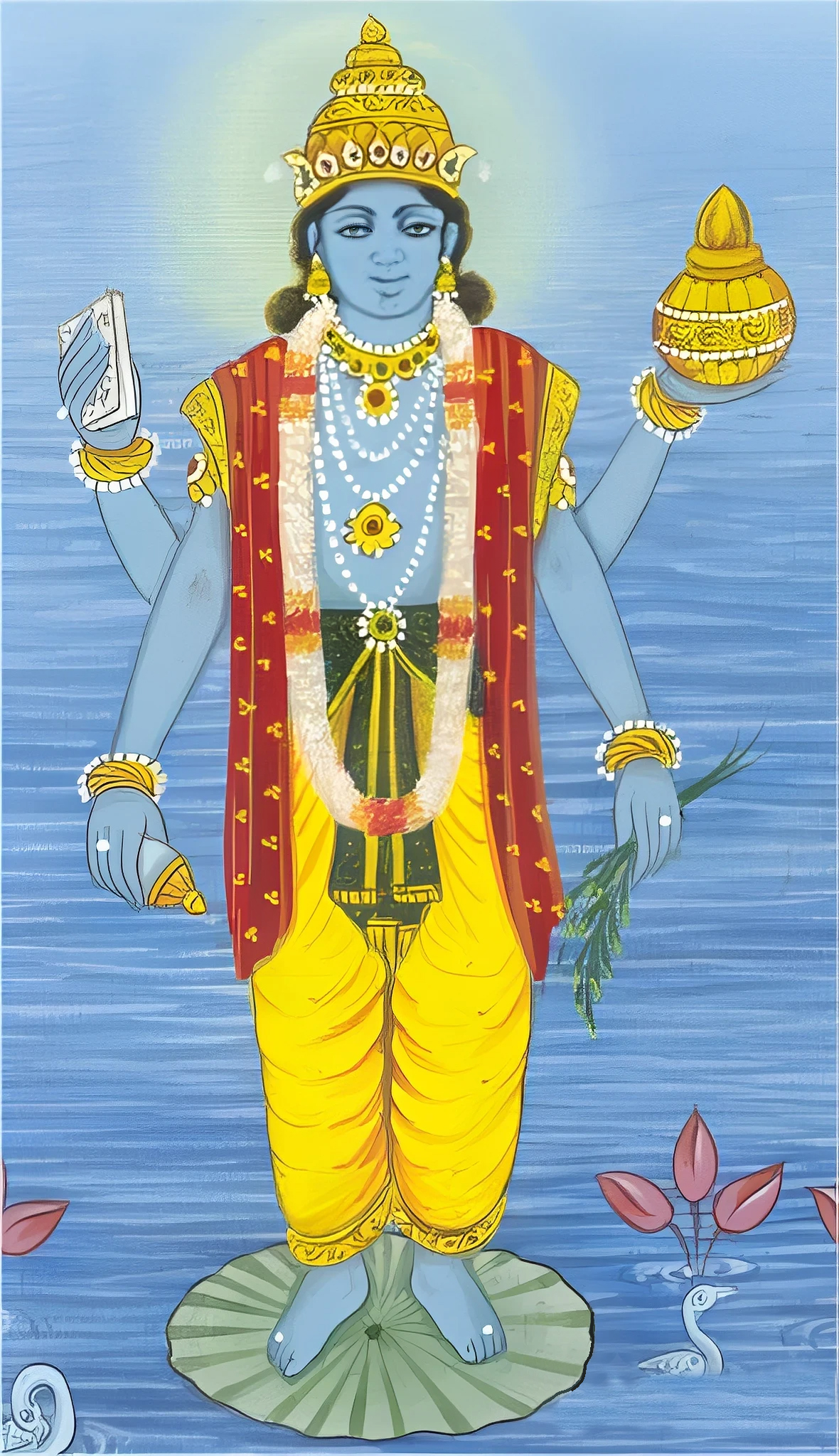
Dhanwan Tari surge del océano de leche (en este caso se ve de pie sobre el agua) con un libro anacrónico (ya que en esa época no existían aún los libros), una caracola, el pote de amrita (néctar de la inmortalidad) y un manojo de hierbas medicinales.

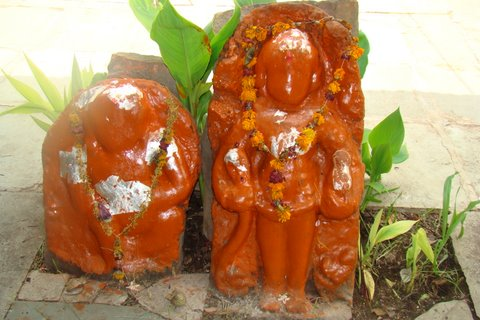
Estatua de Dhanuan Tari en el templo Takshakeshwar.

En el marco de la mitología hinduista Dhanuan Tari es un avatar del dios Vishnú.
Aparece en los Vedás y los Puranás como el médico de los dioses (devas), y el dios de la medicina aiurvédica.
Es una práctica común de los hinduistas el adorar con oraciones al dios Dhanwan Tari, para que otorgue la bendición de una salud fuerte para uno mismo o para otros.

## Etimología y transliteraciones
- धन्वन्तरि, en escritura devánagari.
- dhanvantari, en el sistema IAST de transliteración.

El término sánscrito dhanuan tari significa ‘que se mueve en una curva’.
También se puede ver escrito
- Dhanuan Tari
- Dhanwantari
- Dhanwanthari
- Danvantari

## El primer médico hindú conocido

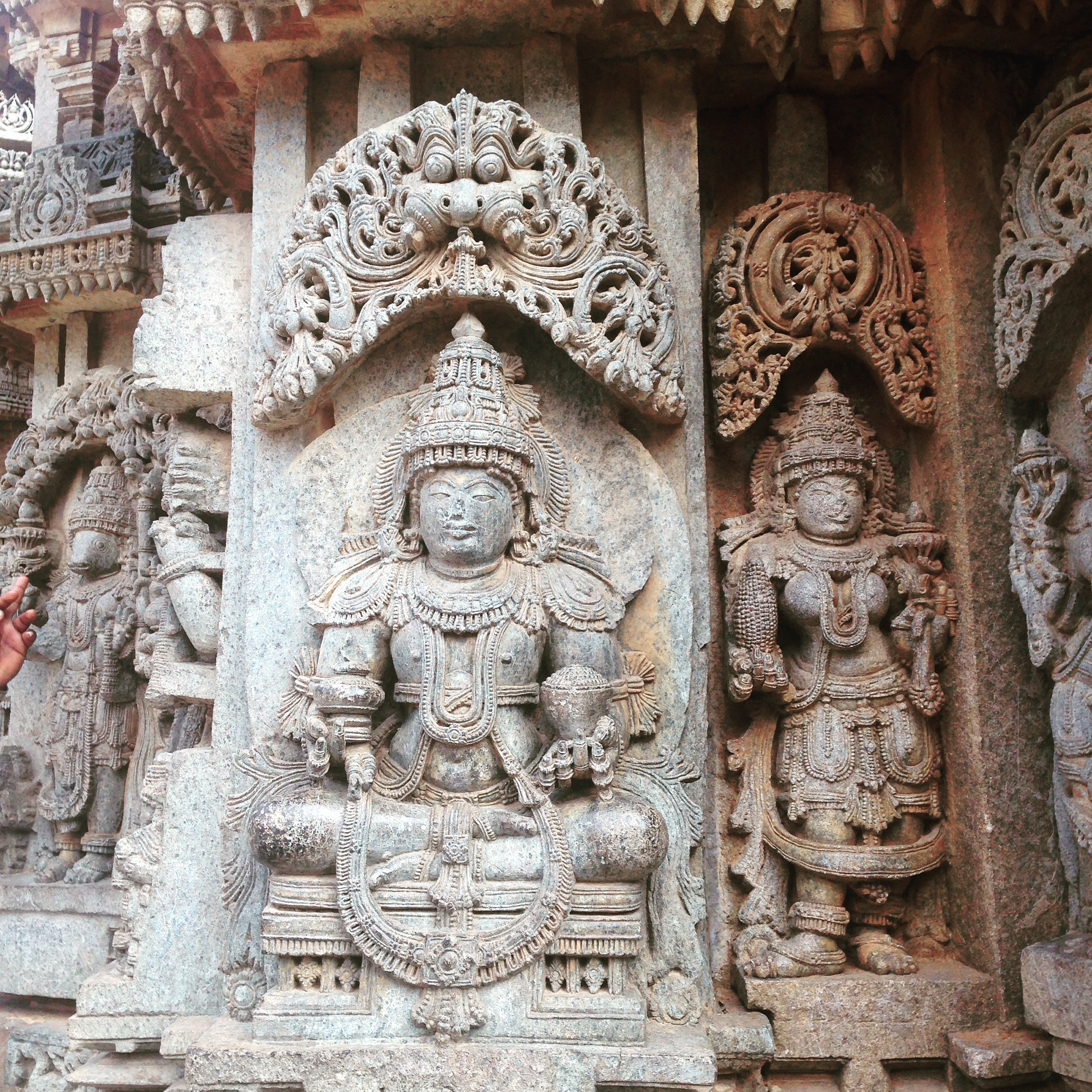
relieves y esculturas en el templo.

Dhanuan Tari debe de haber sido un curandero y cirujano hindú, según las tradiciones hinduistas, es el autor del Áiur vedá y perfeccionó el uso de varias hierbas medicinales.
Se le atribuye el descubrimiento de las propiedades antisépticas de la cúrcuma y las propiedades preservantes de la sal, las cuales incorporó en sus curas.[cita requerida] Realizaba cirugías en emergencias (por ejemplo, en heridos de guerra), sin ningún tipo de anestésico.
Divo Dāsa, rey de Kashi, y fundador de una escuela hinduista de medicina, decía que era un avatara (reencarnación) del dios Dhanuan Tari.
El autor de un diccionario médico lo firmó con el nombre del dios médico (posiblemente para darle autoridad a sus escritos). Quizá sea el mismo que se menciona como una de las nava ratna (‘nueve joyas’) de la corte del rey Vikrama Aditia (rey indio que instauró la era Vikrama, en el año 58 a. C.).
El médico Sushruta —el primer indio que escribió un texto sobre cirugía— decía que el dios se le aparecía para enseñarle sus métodos quirúrgicos.

## Mito
Dhanuan Tari nació del batido del océano de leche; surgió con una copa de amrita (néctar de la inmortalidad) en sus manos.
Es el supuesto autor del Āiur-vedá.

## Representación
Dhanuan Tari se representa como el dios Vishnú con cuatro manos, que sostiene hierbas medicinales en una mano y un pote que contiene amrita (néctar de la inmortalidad) en la otra.
En el norte de la India no hay ningún templo permanente del dios Dhanuantari.
Todavía no se conoce la razón, pero en el museo de la universidad Varanasi Sanskrit Vishva Vidialaia (morada del conocimiento mundial de sánscrito en Varanasi-Benarés (en el estado de Uttar Pradesh), se encuentra una estatua del dios Dhanuan Tari.

## Un dios védico más antiguo
Dhanuan Tari es un dios al que se le ofrecen oblaciones en la esquina noreste del fuego de sacrificio.

## Otro dios
Un nombre muy parecido, Dhanu Antara, es un nombre del dios Shivá.
El término sánscrito dhanu antara representa el espacio o distancia (antara) de un arco (arma), llamado dhanu en sánscrito. La distancia de un arco equivale a cuatro jastas (‘manos’).
Según el escritor Nīla Kaṇṭha, dhanu antara es la ‘cuerda de un arco’ (siendo dhanu: ‘arco’, y antara: ‘interior’).